# 보은 법주사 석련지
보은 법주사 석련지( 法住寺 石蓮池)는 충청북도 보은군 속리산의 법주사 경내에 있는, 돌을 깎아 만든 조그만 연못이다.
국보 제64호로 신라 33대 성덕왕 19년(720)에 만들었다. 법당인 용화보전이 있을 때 정면에 설치했던 것으로 극락 세계 연화지를 상징하며 화강암으로 조각하였다. 석조물 여기저기에 꽃·구름·덩굴 등의 무늬를 아름답게 조각해 놓았다. 높이는 1.95m이다.

## 개요
법주사 천왕문을 들어서면 동쪽에 위치한 돌로 만든 작은 연못으로, 연꽃을 띄워 두었다고 한다. 불교에서의 연꽃은 극락세계를 뜻하여 사찰 곳곳에서 이를 본뜬 여러 형상들을 만날 수 있다.
석련지는 8각의 받침돌 위에 버섯 모양의 구름무늬를 새긴 사잇돌을 끼워서 큼지막한 몸돌을 떠받치고 있는 모습이다. 몸돌은 커다란 돌의 내부를 깎아 만들었는데, 반쯤 피어난 연꽃 모양을 하고 있어 그 쓰임과 잘 어울리며, 외부의 곡선과도 아름다운 조화를 이룬다. 표면에는 밑으로 작은 연꽃잎을 돌려 소박하게 장식하였고, 윗부분에는 큼지막한 연꽃잎을 두 겹으로 돌린 후 그 안으로 화사한 꽃무늬를 새겨두었는데, 현재는 균열되어 철제 꺾쇠로 연결해 놓았다. 입구 가장자리에는 낮은 기둥을 세워 둥글게 난간을 이루었는데, 그 위로도 짧은 기둥을 새긴 후 난간 모양이 되도록 조각해 놓아 마치 난간이 두 줄로 된 듯하다. 윗난간에 세워진 기둥은 아주 기발한 착상이라 할 수 있는데, 불국사 다보탑에 새겨진 돌난간의 기둥과도 비슷하여 예스러움을 간직하고 있다. 밑의 난간벽에는 여러 가지 무늬를 새겨 놓아 화려함을 한층 더 살려준다.
8세기경에 제작된 통일신라시대의 작품으로, 절제된 화려함 속에 우아함이 피어나는 아름다운 자태는 석련지의 대표작이라 불릴 만하다.

## 사진

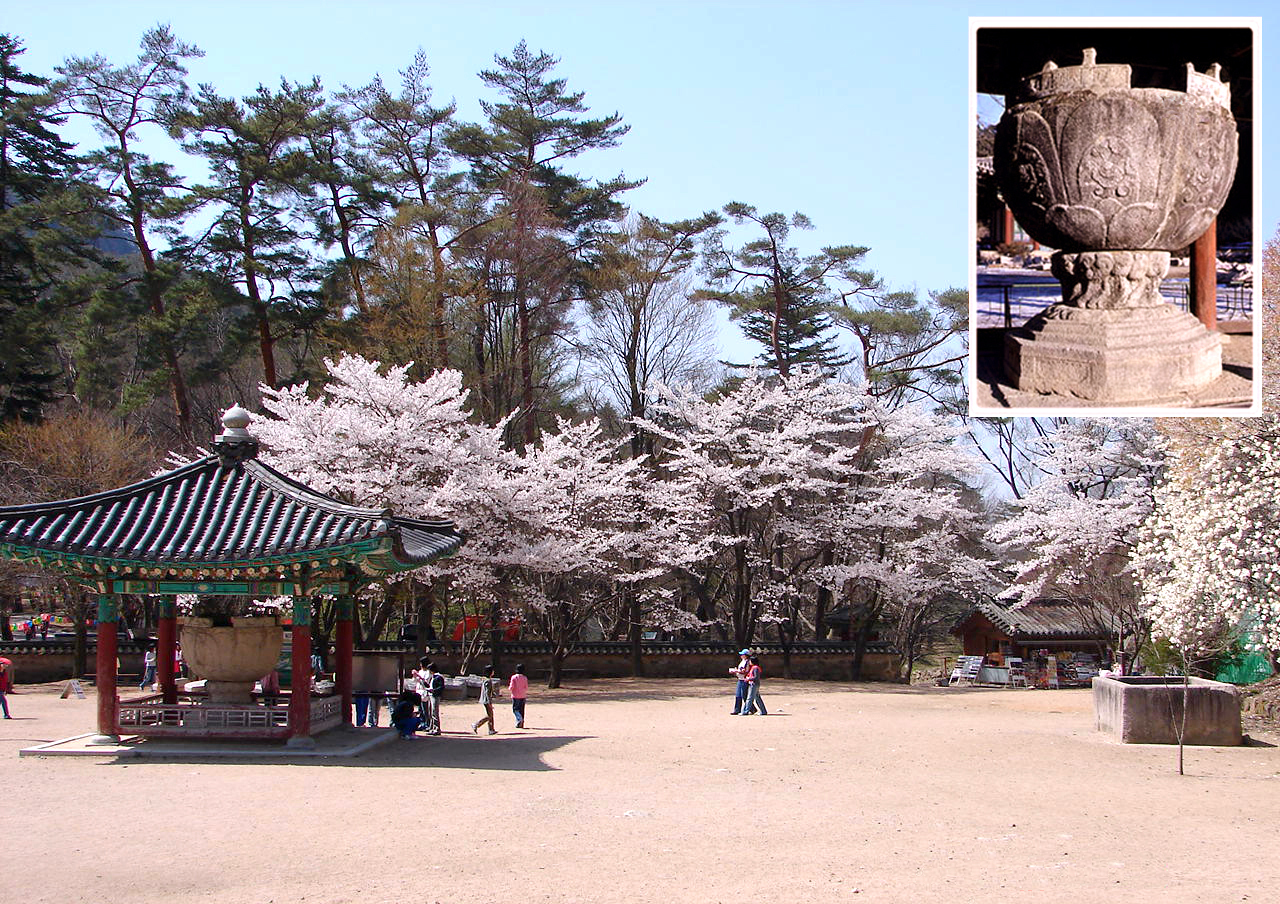
석련지가 있는 풍경

## 같이 보기
- 법주사

## 참고 자료
- 보은 법주사 석련지 - 국가유산청 국가유산포털